# 政府資訊科技總監辦公室
政府資訊科技總監辦公室（簡稱資科辦，縮寫：OGCIO）是香港特別行政區政府創新科技及工業局轄下已解散的部門，政府資訊科技總監辦公室負責統領政府內外的資訊科技管理。政府資訊科技總監辦公室作為中央的專責機構，負責制定資訊及通訊科技政策、策略、計劃和措施，以鞏固香港作為亞洲領先數碼城市的地位。2024年與效率促進辦公室合併組建數字政策辦公室。

## 歷史
約1960年代，港英政府沒有獨立的資訊科技部門。相關工作由布政司署轄下的組織調查科負責，總部位於中區政府合署西翼6字樓，內有一台英國製造的電腦主機，以磁带机作紀錄，主要處理貿易統計數字及香港中學會考成績等。
1970年代後，政府除了擁有一部中央電腦，各個部門都需要擁有獨立的電腦，因此該部門轉至庫務局轄下，名稱改為資料處理組。1980年代，政府認為應有一個獨立部門處理這方面工作，遂升格為政府電腦資料處理處（Government Data Processing Agency (GDPA)，同期引進小型機，不需要特殊環境已可以運行。加上個人電腦崛起，政府在1988年引入丹麥顧問的報告，於1989年將部門升格為資訊科技署（Information Technology Services Department）。

港英時期資訊科技署的標誌

資訊科技署成立後，最主要是建立政府電腦的總體架構，之前各部門的電腦各有不同的操作系統，系統間溝通有困難。後來改用「大眾投標」方式，將軟硬件標準化。1998年，文康廣播局重組為資訊科技及廣播局，資訊科技署屬於該局的轄下機構，角色由幕後的後勤支援，變成需要協助香港推出「數碼21新世紀」政策及公共服務電子化計劃等。同時，政府停止公開招聘二級系統分析/程序編製主任；該職位自1998年後未有公開招聘，內部招聘亦僅在2001年及2009年初進行兩次，令當時不少電子計算、計算機科學的畢業生失去進入公務員體系的機會。
資訊科技及廣播局後來又重組成工商及科技局。2004年7月1日，資訊科技署與工商及科技局的通訊及科技科轄下負責資訊科技工作的組別合併，成為政府資訊科技總監辦公室。
2007年7月1日，工商及科技局和經濟發展及勞工局重組為商務及經濟發展局。政府資訊科技總監辦公室改屬商務及經濟發展局。
2009年公開招聘二級系統分析/程序編製主任。當時入職條件竟然接納非資訊及通訊科技或計算機科學的畢業生。其後才於2014年招聘起要求申請人必須持有資訊科技（非計算機科學）學位。口號為：「盡展才能，服務社群 加入政府資訊科技團隊」。
2015年11月20日，政府資訊科技總監辦公室改屬創新及科技局。
2024年，因應行政長官李家超提出加快數字政府建設、推動數字經濟及加強粵港澳大灣區數據融合，政府資訊科技總監辦公室與效率促進辦公室合併組建數字政策辦公室，政府資訊科技總監改任「數字政策專員」。

## 歷任部門首長
資訊科技署署長
- Colin Greenfield （1989年－1993年）
- 劉錦洪（1993年－2001年4月）
- 黃志光 (1955年)（2001年7月－2004年6月）[7]

政府資訊科技總監
- 黃志光 (1955年)（署理，2004年7月－2005年1月）
- 戴啟新（2005年2月－2008年1月）[8]
- 麥鴻崧（署理，2008年2月－4月）
- 葛輝（2008年4月7日－2011年2月12日）
- 麥鴻崧（署理，2011年2月12日－2012年1月）
- 賴錫璋（2012年1月－2015年1月）
- 林偉喬（署理，2015年1月－2015年7月）
- 楊德斌（2015年7月－2018年7月）[9]
- 林偉喬（2018年7月－2022年12月）[10][11]
- 黃志光（署理，2022年12月－2023年5月）
- 黃志光（2023年5月－2024年）[11]

## 外部連結
- 官方网站 （页面存档备份，存于）
- 政府資訊科技總監辦公室的Facebook專頁